# 沙洛普灣
沙洛普灣（英語：Shallop Cove），是南極洲的海灣，位於南喬治亞群島，處於毛德皇后灣的南部，由英國的研究隊測量，該海灣由英國海外領土管轄。